# Cholratit Jantakam
Cholratit Jantakam (Thai: ชลทิตย์ จันทคาม, * 2. Juni 1985 in Maha Sarakham) ist ein ehemaliger thailändischer Fußballspieler.

## Karriere
Seit seiner Jugend spielt Cholratit bereits für den Chonburi FC. Zunächst von 2003 bis 2005 in den Jugendabteilungen des Vereins. 2005 wechselte er zu den Senioren. Diese hatten gerade die Meisterschaft in der Thailand Provincial League gewonnen und sich den Aufstieg in die Premier League gesichert. 2007 feierte Cholratit die Meisterschaft in der Premier League mit der Mannschaft. Es war der erste große Titel, den er in seiner noch jungen Karriere gewann. Das Jahr 2008 wurde für ihn zum großen Durchbruch. Er spielte mit seiner Mannschaft in der AFC Champions League und bestritt dabei fünf von sechs Gruppenspielen. Im Herbst desselben Jahres wurde er von Peter Reid erstmals in die Nationalelf berufen. Am 8. Oktober 2008 im Spiel gegen Nordkorea gab er sein Debüt. Für die ASEAN-Fußballmeisterschaft im Dezember war er ebenfalls nominiert. 2009 spielt er mit Chonburi im AFC Cup, wo er mithalf, die Gruppenphase souverän zu überstehen. 2019 wurde er die Hinserie an den in der zweiten Liga, der Thai League 2, spielenden Udon Thani FC nach Udon Thani ausgeliehen. Die Rückserie 2019 lieh in der Drittligist Phrae United FC aus Phrae aus. Nach Vertragsende in Chonburi wechselte er 2020 zum Zweitligisten Lampang FC nach Lampang. Für Lampang absolvierte er vier Zweitligaspiele. Mitte 2020 verließ er den Verein und schloss sich dem Ligakonkurrenten Sisaket FC an. Für den Verein aus Sisaket stand er 12-mal in der zweiten Liga auf dem Spielfeld. Ende Dezember 2020 unterschrieb er einen Vertrag beim Drittligisten Songkhla FC. Der Verein aus Songkhla spielte in der dritten Liga, der Thai League 3. Hier trat Songkhla in der Southern Region an. Mit Songkhla wurde er Meister der Region. In den Aufstiegsspielen zur zweiten Liga schied man in der Gruppenphase aus. Zur Saison 2021/22 wechselte er zum in der Eastern Region der dritten Liga spielenden Pattaya Dolphins United. Am Ende der Saison 2021/22 feierte er mit den Dolphins die Meisterschaft der Region. In den Aufstiegsspielen zur zweiten Liga konnte man sich nicht durchsetzen. Nach Ende der Saison 2021/22 beendete er seine Karriere als Fußballspieler.

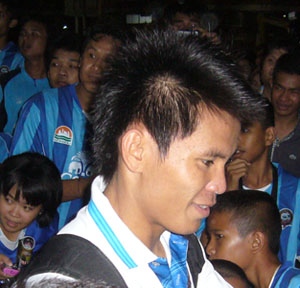
Cholratit Jantakam (2010)

## Erfolge
Nationalmannschaft
- ASEAN-Fußballmeisterschaft Finalist 2008

Chonburi FC
- Thailändischer Meister: 2007
- Thailändischer Vizemeister: 2008, 2009
- Kor-Royal-Cup-Sieger: 2009, 2011
- Singapore Cup: 2006 (Finalist)

Phrae United FC
- Thai League 3 – Upper Region: 2019 (Vizemeister)  ▲

Songkhla FC
- Thai League 3 – South: 2020/21

Pattaya Dolphins United
- Thai League 3 – East: 2021/22